# Santiago Alejandro Sánchez Viamonte
Santiago Alejandro Sánchez Viamonte Martínez Cámara, también conocido como chueco (La Plata, 20 de julio de 1952 - ), fue un estudiante de arquitectura argentino detenido desaparecido por el terrorismo de Estado en Argentina.Era hijo de Herenia Martínez Cámara de Sánchez Viamonte, integrante de la organización Madres de Plaza de Mayo Línea Fundadora.

## Biografía
Nació en la Ciudad de La Plata, adonde cursó sus estudios primarios, secundarios y universitarios hasta su desaparición. Se casó con Cecilia Eguía, con quien tuvo dos hijas, Verónica y Celina. Santiago Alejandro Sánchez Viamonte era jugador destacado de rugby en La Plata Rubgy Club, adonde ocupaba el puesto de medio scrum.

## Estudios y militancia
Realizó sus estudios primarios en la Escuela Graduada "Joaquín V. González" de la Universidad Nacional de La Plata (UNLP). Posteriormente, su educación secundaria transcurrió en el Colegio Nacional "Rafael Hernández" perteneciente a la misma universidad. Obtuvo el título de Bachiller en el año 1970. Ingresó a universidad, adonde estudió arquitectura en la Facultad de Arquitectura y Urbanismo de la UNLP en el año 1972. Cursó materias hasta el cuarto año de la carrera. Rindió un examen final por última vez en el mes de marzo de 1975.
Tanto Sánchez Viamonte como su esposa, Cecilia Eguía, militaban en el Partido Comunista Marxista Leninista de Argentina, junto Otilio Pascua y Pablo Balut.

## Desaparición
Sánchez Viamonte fue visto por última vez en el Centro Clandestino de Detención Base Naval. Su desaparición ocurrió el 24 de octubre de 1977 en su domicilio de la calle Corrientes al 2732 piso 2 departamento “D” de la Ciudad de Mar del Plata, oportunidad en que fue secuestrado, junto con su esposa Cecilia Eguía, Otilio Pascua y Pablo Balut.La desaparición de Sánchez Viamonte ocasionó la condena de los imputados, información obrante en la Causa n° 4477 a cargo del Tribunal Oral Federal de Mar del Plata, el 25 de febrero de 2016.Los condenados en esta causa fueron Alfredo Manuel Arrillaga (condenado por homicidio, privación ilegítima de la libertad y tormentos), José Omar Lodigiani (privación ilegítima de la libertad y tormentos), Juan José Lombardo (homicidio, privación ilegítima de la libertad y tormentos), Julio Cesar Fulgencio Falcke (privación ilegítima de la libertad y tormentos) y Rafael Alberto Guiñazú (privación ilegítima de la libertad y tormentos). 

## Homenajes
En el año 2018 Santiago Alejandro Sánchez Viamonte estuvo en la nómina de personas detenidas desaparecidas cuyos legajos fueron reparados en la Facultad de Arquitectura y Urbanismo de la UNLP.
Como parte del mismo programa de reparación de legajos, en noviembre del 2023 se entregó su legajo como estudiante del Colegio Nacional "Rafael Hernández".
En la institución deportiva La Plata Rugby Club se colocó una placa conmemorativa por los deportistas asesinados y desaparecidos en relación con la violencia estatal de la década de 1970.